# Accidente ferroviario de Castelldefels de 2010
El accidente ferroviario de Castelldefels de 2010 se produjo en el apeadero de Rodalies de Catalunya de Castelldefels Playa, en la localidad española de Castelldefels (Barcelona) el 23 de junio de 2010, cuando un tren de pasajeros del servicio ferroviario Alaris atropelló a un grupo de personas que estaba cruzando las vías del apeadero a pie. En el accidente fallecieron doce personas y diecisiete resultaron heridas.
Las víctimas acababan de bajarse de un tren de cercanías junto a una gran multitud de gente y se dirigían a la playa cercana donde se estaba celebrando la fiesta de la noche de San Juan. Un grupo de unas treinta personas optó por cruzar las vías a pie, cuando el tren Alaris entró en el apeadero y atropelló al grupo. La mayoría de las víctimas eran jóvenes de origen latinoamericano.
La investigación de la Comisión de Investigación de Accidentes Ferroviarios (CIAF) concluyó que la causa del accidente fue la invasión de la vía por parte de las víctimas, que no se dieron cuenta de la llegada del tren mientras cruzaban por un lugar no autorizado. La investigación judicial consideró que el accidente se debió a una actuación «imprudente y temeraria» de las víctimas.
Es el cuarto accidente ferroviario en España más grave del siglo XXI, tras el accidente de Santiago de Compostela de 2013 en el que murieron 80 personas, el de Metrovalencia de 2006 en el que murieron 43 personas y el de Chinchilla de 2003 en el que murieron 19 personas.

## Antecedentes

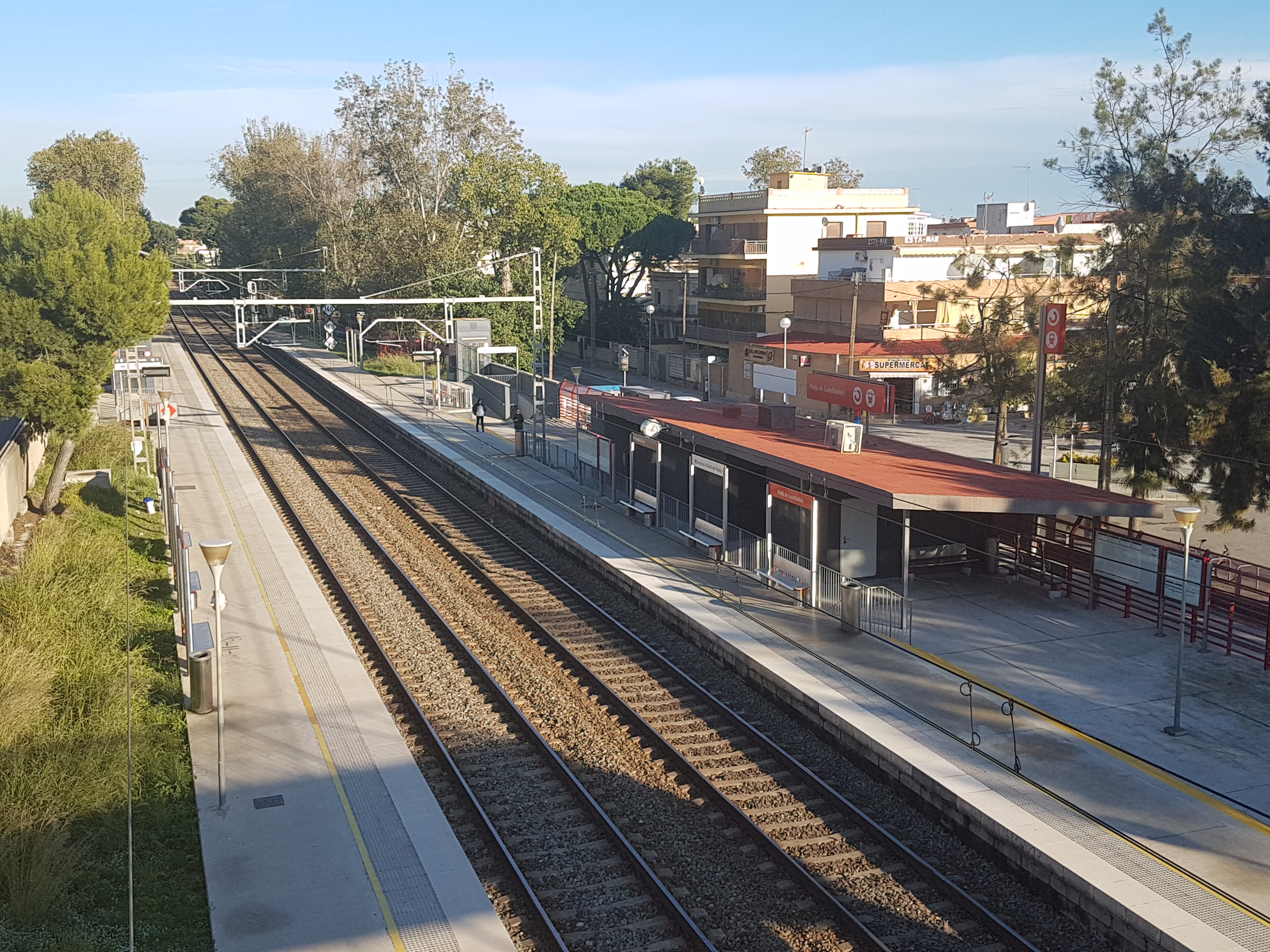
El apeadero de Castelldefels Playa en 2018

La Estación de Castelldefels Playa es un apeadero localizado entre la estación del pueblo de Castelldefels y la Estación de Garraf, utilizada principalmente en verano por los bañistas que acuden a la playa por la mañana y los jóvenes que salen de fiesta por la noche. Dispone de dos andenes a cada lado de las dos vías, pero la entrada y salida se realiza solamente por el lado del mar. En la época del accidente tenía 1840 viajeros diarios. La estación fue sometida a un proceso de remodelación meses antes del accidente –concluido en noviembre de 2009– en el que se añadió un nuevo paso subterráneo entre andenes con escaleras fijas y ascensor. Antes de dicha remodelación se accedía a los andenes por medio de una pasarela superior peatonal, que fue clausurada al entrar en servicio el paso inferior. Después del accidente, vecinos de Castelldefels dijeron que eran habituales los accidentes pues los pasajeros solían cruzar las vías directamente, sin utilizar los pasos existentes.
Los únicos trenes que se detienen en la estación son los de cercanías de Barcelona, aunque también pasan servicios regionales de Barcelona a Tarragona y Tortosa, así como de larga distancia a Valencia y Alicante. Estos trenes sin parada pueden pasar por la estación a velocidades de hasta 150 km/h.
La noche de San Juan es una festividad de tradición cristiana y orígenes paganos que se celebra en los países de la Europa mediterránea en la noche del 23 de junio. En muchos lugares de España se encienden hogueras en las playas para celebrar la festividad. La noche del accidente numerosas personas acudieron a la playa de Castelldefels pensando que se iba a celebrar un concierto del cantante ecuatoriano Rubén el Rey. Aunque se encontraba en la fiesta en la playa, posteriormente confirmó que no estaba previsto ofrecer un concierto.

## Accidente
El 23 de junio de 2010 el tren de cercanías 28391 salió de Barcelona con destino Villanueva y Geltrú. Era un Serie 451 de Renfe en doble composición con capacidad para 1816 personas. Circulaba con unos diez minutos de retraso y, según un testigo, iba «abarrotado de gente, sobre todo jóvenes». A las 23:18 (CEST) hizo una parada en el apeadero de Castelldefels Playa y descendió un gran número de personas, que se dirigía a la playa aledaña en la que se estaba celebrando la noche de San Juan. Por la estación y alrededores se encontraban varios agentes de policía desde las 21:00 debido a la gran cantidad de gente que se esperaba que acudiera a la playa.
Tras descender, los viajeros debían pasar al otro lado de las vías para salir de la estación. Existía un paso subterráneo de reciente construcción y una pasarela superior, que se encontraba cerrada, lo cual tan solo se indicaba con una cadena. Algunos viajeros saltaron la cadena para intentar salir por la pasarela pero tuvieron que regresar al andén al encontrarse la puerta cerrada. Según testigos presenciales, la aglomeración de gente colapsaba el paso subterráneo y un testigo declaró que no fue capaz de percatarse que existía un paso subterráneo. Los agentes que estaban destacados en la estación declararon que la gente salía con normalidad. Tras la salida del cercanías un grupo de unas treinta personas optó por cruzar por las vías a pie.
A esa misma hora, tenía previsto recorrer sin parada por la otra vía un tren de viajeros de larga distancia Alaris 1202 procedente de Alicante y con destino Barcelona. Era un Serie 490 de Renfe, que circulaba en hora a una velocidad de 139 km/h, inferior a la permitida de 150 km/h. El Alaris se cruzó a unos ciento cincuenta metros del apeadero con el cercanías que salía en dirección contraria, por lo que bajó la intensidad de los focos para no deslumbrar al otro tren, según declaraciones del propio maquinista. A las 23:23 llegó al apeadero y descubrió al grupo de personas cruzando la vía, por lo que activó la bocina y el freno de emergencia. El tren arrolló al grupo y recorrió 800 metros antes de detenerse, 39 segundos más tarde.
El tráfico ferroviario quedó afectado durante trece horas hasta las 12:25 del día 24 de junio, cuando se restableció la circulación normal por las dos vías. Una hora antes se restableció la circulación por la vía no afectada. Para mantener el servicio de cercanías se dispusieron autobuses entre las estaciones colaterales. Los viajeros del Alaris 1202 fueron trasladados por carretera hasta su destino (Barcelona).

## Víctimas
Las víctimas mortales del accidente fueron doce personas: siete de nacionalidad ecuatoriana, dos colombianos, dos bolivianos y una rumana; la mayoría de ellos jóvenes. Siete personas resultaron heridas leves y diez, graves. Los servicios de emergencias enviaron veinticuatro ambulancias y quince vehículos de bomberos al lugar del accidente. Los heridos fueron trasladados a varios hospitales: hospital de Viladecans, Hospital Clínico de Barcelona, hospital general de Hospitalet de Llobregat, hospital de Bellvitge, Hospital Moisès Broggi de San Juan Despí y Hospital General San Juan de Dios de San Baudilio de Llobregat.
La identificación de las víctimas, bajo la autoridad del juzgado de Gavá, fue especialmente difícil e inicialmente hubo confusión sobre el número exacto de muertos. Casi veinticuatro horas después del accidente, la Generalidad elevó el número de víctimas mortales a trece personas, desde las doce que se pensaba originalmente aunque, tras finalizar la investigación, el número definitivo fue de doce muertos. La consejera de Justicia de la Generalidad, Montserrat Tura, describió con crudeza la difícil tarea de los forenses y los miembros de la policía científica asignados al caso: «No tenemos doce cadáveres, sino veinte sacos con restos». Las autoridades españolas tuvieron que recurrir a la Interpol para poder identificar el cuerpo de una mujer rumana de unos treinta años que no tenía parientes en España.
El 8 de julio el juzgado de Gavá autorizó la entrega de los restos mortales a las familias, tras finalizar las tareas de identificación. El 16 de julio fueron repatriados los cuerpos de las siete víctimas ecuatorianas. El Cónsul General de Ecuador en Madrid, Gustavo Mateus, y el representante de la Secretaría Nacional del Migrante (SENAMI) en España, Oscar Jara, acudieron al aeropuerto de Barajas para trasladar sus condolencias a los familiares. El 21 de julio fueron repatriados los restos de los dos colombianos. Los familiares criticaron la falta de ayuda económica y los trámites para la repatriación.
El accidente de Castelldefels es el cuarto accidente ferroviario en España más grave del siglo XXI, tras el accidente de Santiago de Compostela de 2013 en el que murieron 80 personas y 144 resultaron heridas, el accidente de Metrovalencia de 2006 en el que murieron 43 personas y 47 resultaron heridas y el accidente de Chinchilla de 2003 en el que murieron 19 personas y 38 resultaron heridas.

## Reacciones

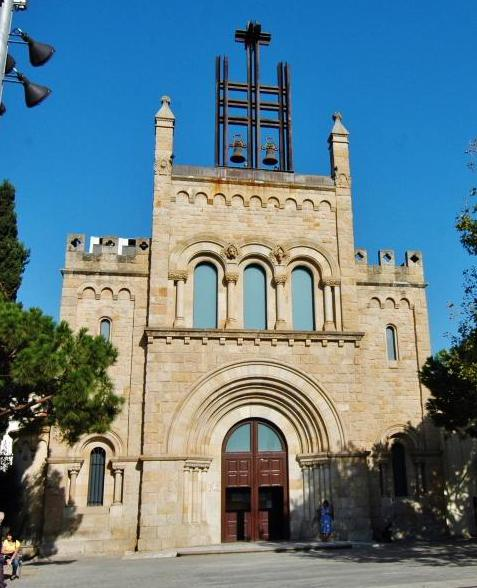
Iglesia de Santa María de Castelldefels, en la que se celebró el funeral por las víctimas

El presidente de la Generalidad José Montilla declaró un día de duelo oficial en Cataluña tras visitar la escena del accidente y elogiar la respuesta de los servicios de emergencia. El rey Juan Carlos canceló la recepción que tradicionalmente organiza por el día de San Juan, el 24 de junio. El presidente del Gobierno José Luis Rodríguez Zapatero le transmitió su solidaridad al alcalde de Castelldefels y se mostró interesado por las víctimas. El presidente de Renfe, Teófilo Serrano, visitó la estación y dijo estar muy impresionado por el accidente. El presidente de la Comisión Europea, José Manuel Durão Barroso, trasladó sus condolencias al presidente del Gobierno y describió el accidente como una «tragedia». El papa Benedicto XVI dio el pésame a los familiares en una carta enviada al obispo de San Feliú de Llobregat. El Ayuntamiento de Castelldefels guardó un minuto de silencio y leyó un manifiesto de pésame a las familias.
El cónsul de Ecuador en Barcelona, Freddy Arellana, criticó a la Generalidad de Cataluña por asegurar que las víctimas habían cometido una imprudencia al cruzar las vías. Explicó que un funcionario del consulado, presente en el lugar del accidente, cruzó las vías junto a su familia al no poder encontrar la salida. Aseguró que el funcionario se encontraba en «estado de shock» por lo sucedido. El canciller de Ecuador, Ricardo Patiño, manifestó sus condolencias a las familias de las víctimas en un comunicado.
El 26 de junio se celebró un minuto de silencio en el Arco de Triunfo de Barcelona organizado por entidades ecuatorianas y colombianas. Participaron en el memorial el alcalde de Barcelona, Jordi Hereu, y el embajador de Ecuador en España, Galo Chiriboga. El 30 de junio se celebró el funeral por las víctimas en la iglesia de Santa María de Castelldefels, oficiado por el obispo de San Feliú de Llobregat, Agustín Cortés, al que asistieron alrededor de quinientas personas.

## Investigación
El accidente fue investigado por cuatro entidades diferentes: la Comisión de Investigación de Accidentes Ferroviarios (CIAF), órgano colegiado del Ministerio de Fomento de España; el Adif; Renfe, operadora del tren accidentado; y el Juzgado de Primera Instancia e Instrucción número 1 de Gavá.
La investigación de la CIAF finalizó el 31 de enero de 2011. Estableció que la causa del accidente fue la invasión de la vía por parte de las víctimas, que no se dieron cuenta de la llegada del tren mientras cruzaban por un lugar no autorizado. Llegó a la conclusión de que los sistemas de seguridad funcionaron correctamente y que las instalaciones del apeadero eran adecuadas. La seguridad del apeadero se comparó con las normas de otros países de la Unión Europea, deduciéndose que su disposición era correcta y no requería cambios. No se realizó ninguna recomendación.
La investigación judicial terminó en primera instancia con el archivo de la causa el 30 de julio de 2010, al considerar que el accidente se debió a una actuación «imprudente y temeraria» de las víctimas y que la estación y los servicios de la misma cumplían con la normativa y las condiciones de seguridad. Sobre el maquinista, se señaló que dio negativo en alcoholemia y consumo de estupefacientes y que su reacción fue rápida y correcta.
 Los familiares recurrieron ante la Audiencia Provincial, que en enero de 2011 les dio la razón en parte al considerar que se había vulnerado su derecho a una tutela efectiva, y obligó a la reapertura del caso. En marzo de 2011 el juez rechazó que el maquinista del tren fuera imputado. En octubre de 2014 el juez volvió a archivar la causa penal pero dejó abierta la puerta a una reclamación civil.
En octubre de 2019, en el juicio celebrado en el Juzgado de lo Contencioso-Administrativo número 5 de Madrid las familias de las víctimas aportaron nuevas pruebas sobre la potencial responsabilidad de Adif y Renfe en el accidente. Sin embargo el juez sentenció en contra de las familias y les condenó a pagar las costas del juicio. En enero de 2020, siete familias presentaron un recurso de apelación contra esta decisión.